# Rosedal
Il Rosedal è un roseto situato all'interno del Parque Tres de Febrero, nel quartiere Palermo a Buenos Aires.
Il 14 aprile 2011 è stato dichiarato Patrimonio Storico da parte della Legislatura della Città di Buenos Aires.

## Storia
Il roseto fu progettato dall'architetto Benito Carrasco, allievo del paesaggista francese Charles Thays. I lavori di costruzione iniziarono il 5 maggio 1914 e terminarono il 22 novembre dello stesso anno. Il 24 novembre 1914 il Rosedal fu aperto al pubblico.
Tra il 1994 ed il 1996 fu restaurato grazie ad un finanziamento della compagnia petrolifera nazionale YPF. Tra il 2008 ed il 2010 è stato sottoposto ad un secondo intervento, sempre finanziato dalla YPF, che ha visto la piantumazione di 5000 nuovi esemplari di rose.
Nel 2012 e nel 2014 il Rosedal è stato insignito dalla Garden Excellence Award da parte della World Federation of Rose Societies.

## Struttura
Il Rosedal, circondato da un laghetto artificiale, è steso per 3,4 ettari ed ospita oltre 18.000 specie di rose. Un ponte in stile neoclassico ed un patio andaluso abbelliscono ulteriormente questo parco.
Una sezione del roseto, chiamata Jardín de los Poetas, ospita 26 busti raffiguranti alcuni dei più noti poeti della letteratura mondiale tra i quali Alfonsina Storni, Dante Alighieri, William Shakespeare e Jorge Luis Borges.